# Benzoylprop-ethyl
Benzoylprop-ethyl ist eine organisch-chemische Verbindung aus der Stoffgruppe der Carbonsäureamide und Carbonsäureester. Es handelt sich um ein mittlerweile veraltetes selektives Nachauflaufherbizid, das zur selektiven Bekämpfung von Wildhafer vor dem Auflauf eingesetzt wurde.

## Geschichte
Als selektives Nachauflaufherbizid wurde Benzoylprop-ethyl 1969 von Shell unter den Handelsnamen Suffix und Endaven auf den Markt gebracht.

## Isomerie
Benzoylprop-ethyl kommt in zwei stereoisomeren Formen vor, da es ein Stereozentrum in α-Stellung zur Esterfunktion besitzt. Folglich existieren die beiden Enantiomere (R)-Benzoylprop-ethyl und (S)-Benzoylprop-ethyl. Ohne näher spezifizierenden Zusatz ist meist ein Gemisch der beiden Substanzen gemeint, das als Racemat bezeichnet wird.
| Stereoisomere von Benzoylprop-ethyl |                       |                              |
| Name                                | (R)-Benzoylprop-ethyl | (S)-Benzoylprop-ethyl        |
| Andere Namen                        | D-Benzoylprop-ethyl   | L-Benzoylprop-ethyl Karakhol |
| Strukturformel                      |                       |                              |
| CAS-Nummer                          | 63729-99-7            | 33878-50-1                   |
| CAS-Nummer                          | 22212-55-1 (unspez.)  |                              |
| PubChem                             | –                     | 22804255                     |
| PubChem                             | 31068 (unspez.)       |                              |
| Wikidata                            | Q123739766            | Q27279391                    |
| Wikidata                            | Q22831374 (unspez.)   |                              |

## Gewinnung und Darstellung
Die kommerzielle Herstellung von Benzoylprop-ethyl (7) erfolgt zunächst durch Umsetzung von 3,4-Dichloranilin (1) mit racemischer 2-Chlorpropansäure (2), wobei unter Abspaltung von Salzsäure das Alanin-Derivat (3) gebildet wird. Durch säurekatalysierte Veresterung (z. B. durch Schwefelsäure katalysiert) mit Ethanol (4) wird der entsprechende Ethylester (5) erzeugt. Die abschließende Umsetzung mit Benzoylchlorid (6) unter Abspaltung von Salzsäure liefert Benzoylprop-ethyl (7).
Die in den jeweiligen Reaktionsschritten gebildete Salzsäure muss durch geeignete Basen neutralisiert werden.

## Verwendung
Benzoylprop-ethyl wurde als selektives Nachauflaufherbizid zur selektiven Bekämpfung von Wildhafer eingesetzt. Beispielanwendungen waren Getreide einschließlich Weizen und Gerste, Bohnen, Baumwolle, Raps sowie Senf. Das Herbizid gilt mittlerweile als veraltet und überholt, vereinzelte Anwendungen in einigen Ländern sind aber nicht ausgeschlossen.

## Zulassung
Benzoylprop-ethyl wurde nicht in die Liste der in der Europäischen Union zulässigen Pflanzenschutzmittel-Wirkstoffe aufgenommen. Es ist in der Europäischen Union nicht als Pflanzenschutzwirkstoff zugelassen.